# Aeroklub Częstochowski

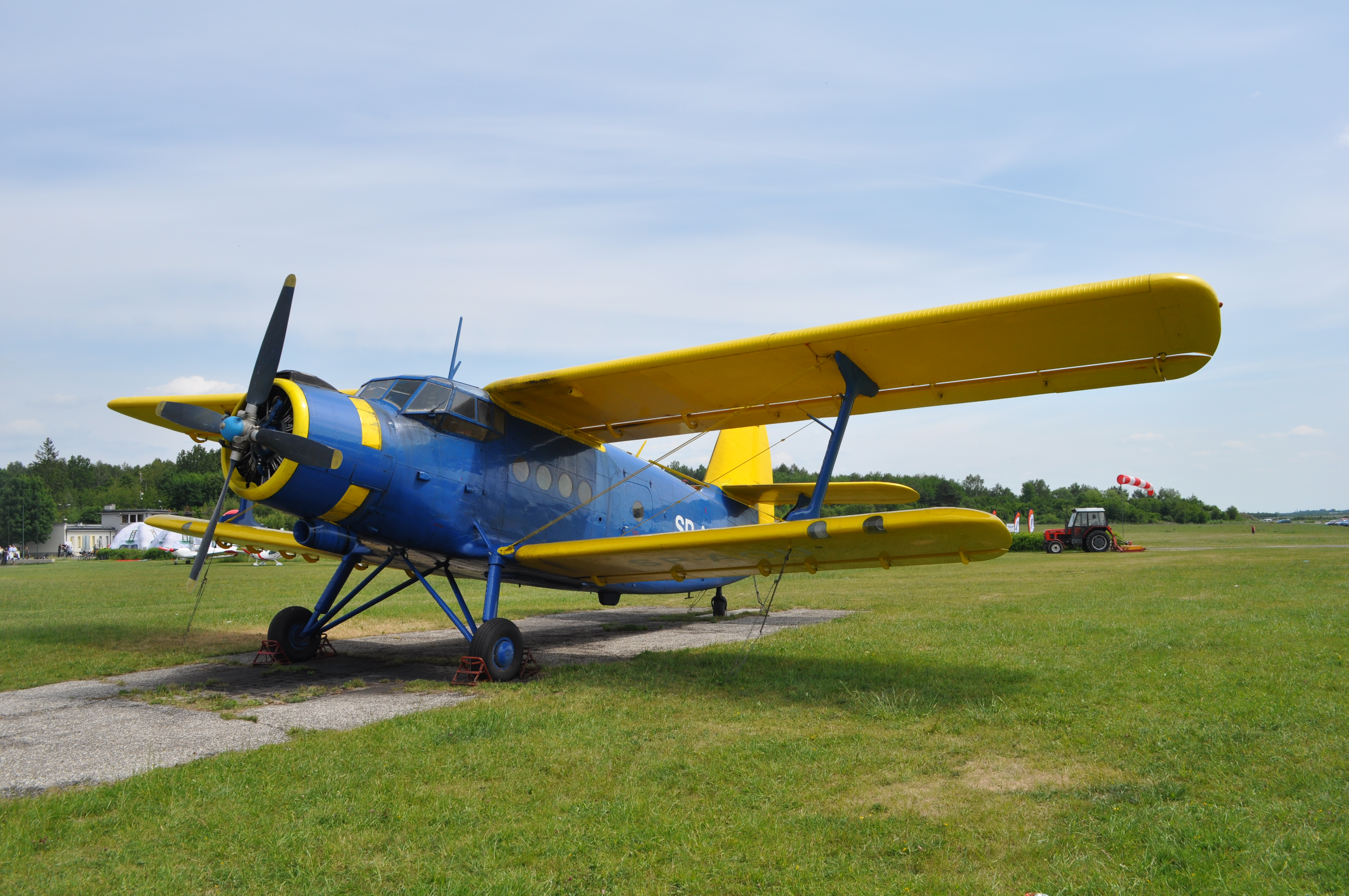
ParaRudniki 2012 An-2 SP-AOU Aeroklub Częstochowski (czerwiec 2012)

Aeroklub Częstochowski (ACz) – stowarzyszenie zrzeszone w Aeroklubie Polskim, utworzony 10 listopada 1945 roku. Bazą Aeroklubu Częstochowskiego jest lotnisko Częstochowa-Rudniki, położone 9,5 km, od Częstochowy. 

## Teraźniejszość
Siedziba stowarzyszenia znajduje się w Częstochowie przy ulicy Polskiej Organizacji Wojskowej 4.
Aeroklub jest organizatorem wielu imprez rangi Mistrzostw Europy i Polski w wielu konkurencjach lotniczych m.in. szybowcowych, spadochronowych, akrobacji modelami na uwięzi i innych. Zawody organizowane są na lądowisku w Rudnikach oraz na miejskim stadionie żużlowym Arena Częstochowa. 

## Sekcje specjalistyczne
- samolotowa
- szybowcowa
- spadochronowa
- paralotniowa
- mikrolotowa
- modelarska.

Źródło

## Afiliowane Kluby Seniorów Lotnictwa
- Klub Seniorów Lotnictwa przy Aeroklubie Częstochowskim[3].

## Historia Aeroklubu
Pierwsze częstochowskie próby w dziedzinie lotnictwa datują się na początek lat 20. XX wieku, choć na poważnie zaczęto realizować działalność lotniczą wraz z powstaniem lotniska na Kucelinie w 1928 roku. Lotnisko działało do wybuchu II wojny światowej, a w latach 50. XX wieku zostało pochłonięte przez rozbudowującą się hutę. Równolegle, na wschodnich rubieżach miasta Częstochowy funkcjonowała szkoła szybowcowa na Górze Ossona. Wokół tych dwóch miejsc skupiało się ówczesne życie lotnicze regionu i to one dały podwaliny pod przyszły Aeroklub Częstochowski.
Pod koniec września 1945 roku do Częstochowy przybyła delegacja z Departamentu Lotnictwa Cywilnego Ministerstwa Komunikacji, celem dokonania inspekcji obu funkcjonujących w mieście lądowisk. Podczas wizyty u ówczesnego prezydenta Częstochowy, dyrektor departamentu Jan Madejczyk wysunął propozycję utworzenia aeroklubu. Kilka dni później Ministerstwo Komunikacji poinformowało o swoich planach starostę. 10 listopada 1945 roku najbardziej zaangażowani przedstawiciele środowiska spotkali się w gabinecie prezydenta Tadeusza Wolańskiego na zebraniu założycielskim. Określono cele, przyjęto statut i dokonano wyboru władz, a na potrzeby klubu przekazano do dyspozycji budynek przy ul. Ochotników Wojennych. Następnie zaczęto organizować pierwsze szkolenia szybowcowe, oraz pojawił się pierwszy aeroklubowy samolot i zorganizowano pierwsze zawody. Pierwsze władze nowej organizacji stanowili: dr Tadeusz Jan Wolański – prezes, Jan Gronkiewicz i Józef Kazimierczak – wiceprezesi, Godzimir Jarosiewicz i Bolesław Stępień – sekretarze, Stefan Grabowski – skarbnik oraz Stefan Gajos, Jan Grajcar, Tadeusz Pindych, Henryk Sięga oraz Tadeusz Wojan – członkowie Zarządu. Henryk Sięga został kierownikiem organizacyjnym Aeroklubu.
W 1953 roku lotnisko Kucelin stało się placem budowy walcowni blach grubych przy Hucie im. Bolesława Bieruta. Piloci zostali bez bazy. Aeroklub musiał zawiesić swoją działalność. Na lotnisku w Rudnikach częstochowscy lotnicy pojawili się dopiero w 1957 roku, choć te tereny zostały przekazane aeroklubowi 7 lat wcześniej. Decyzją władz centralnych do tego czasu terenem gospodarowało wojsko.
Eksperci klubu w 2010 roku brali udział w szkoleniu załóg samolotów F-16 Fighting Falcon. Szkolenie odbywało na terenie lotniska w Rudnikach oraz w Centralnej Szkole Państwowej Straży Pożarnej w Częstochowie.
Jednym z najwybitniejszych członków częstochowskiego aeroklubu jest Janusz Darocha, wielokrotny medalista mistrzostw świata i Europy w lataniu precyzyjnym i rajdowo-nawigacyjnym oraz Jerzy Ostrowski wielokrotny medalista mistrzostw Polski i świata w sporcie modelarstwa lotniczego.
W 2014 roku Tadeusz Jacniacki z Aeroklubu Częstochowskiego został zdobywcą trofeum 58 edycji Całorocznych Zawodów Szybowcowych „Skrzydlatej Polski” o Memoriał Ryszarda Bitnera. Już po raz czwarty sięgnął po to trofeum. Pierwszy raz w 2002 roku, następnie w 2005, 2010 i 2012 roku.